# Hatzegopteryx

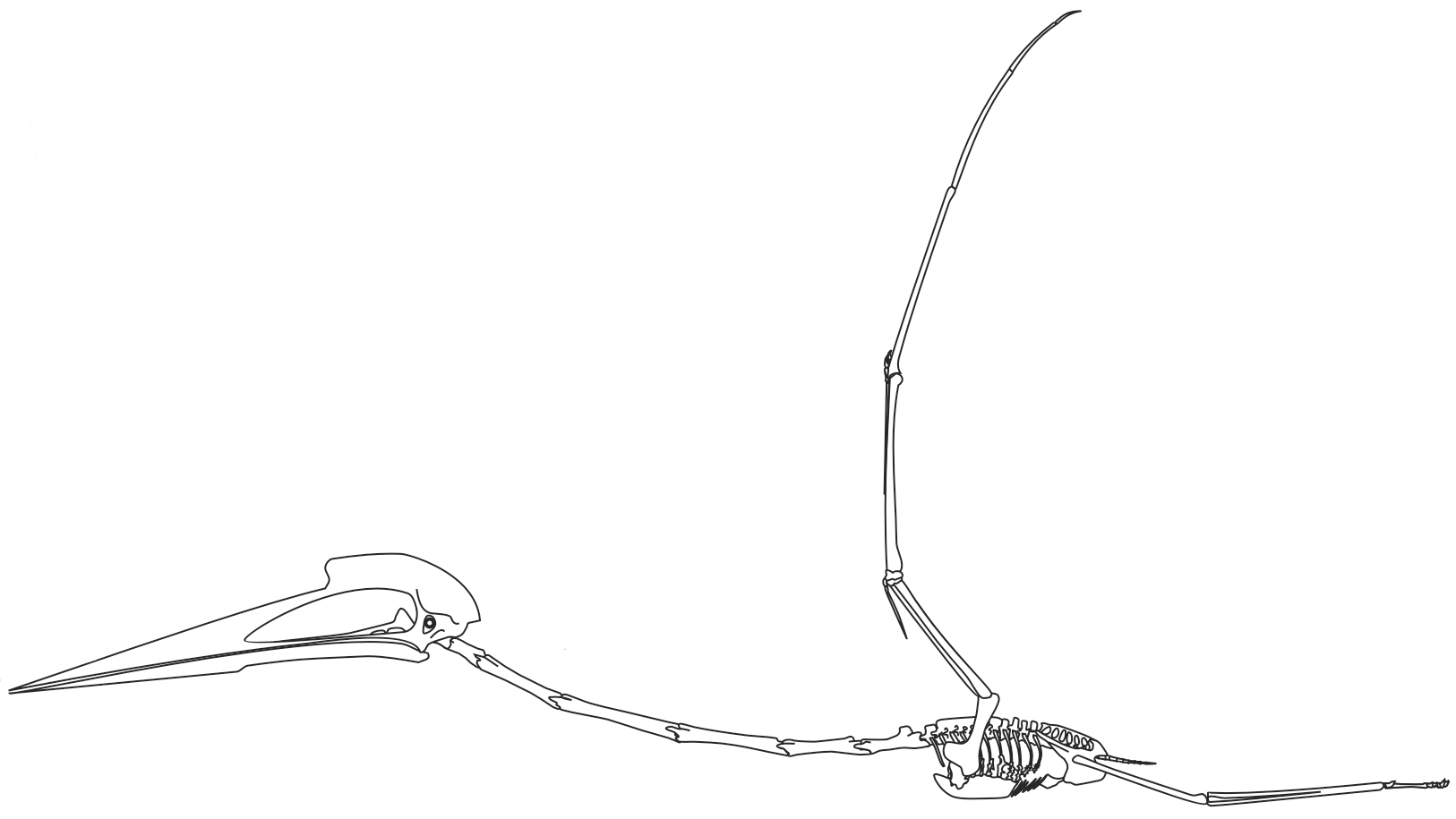
Schelet de Hatzegopteryx

Hatzegopteryx (Hatzegopteryx thambema) este un pterozaur azhdarchid de mari dimensiuni. Numele se compune din Hatzeg, care vine de la zona unde a fost descoperit, și pteryx, grecescul pentru „pană” sau "aripă". A fost descoperit în 1978 de Dan Grigorescu lângă Vălioara în zona Hațegului. Se estimează că a trăit acum 71 - 65 de milioane de ani, la sfârșitul Cretacicului. Fragmentele de craniu și de alte oase atestă existența unui animal de mari dimenisuni, cu o deschidere a aripilor de circa 12 m. Totodată a fost descoperit și un femur de 38,5 cm. Cu o lungime estimată de circa 3 m, craniul său ar putea fi cel mai lung dintre toate animalele de uscat.